# Het verdoemde zwaard
Het verdoemde zwaard is een fantasy/avonturenverhaal van de Amerikaanse schrijver Rick Riordan het boek is gebaseerd op de Noordse mythologie. Het is het eerste boek uit de trilogie Magnus Chase en de goden van Asgard. De hoofdpersoon is Magnus Chase, de neef van Annabeth Chase. Magnus ontdekt dat de Noordse mythologie echt als hij zijn oom Randolph per ongelijk ontmoet. Hij gelooft er niks van totdat hij dood gaat in een gevecht met de vuurreus Surt en in het Walhalla ontwaakt.

## Magnus Chase en de goden van Asgard
- Het verdoemde zwaard
- De hamer van Thor
- Het schip der doden